# Ixora mooreensis
Ixora mooreensis är en måreväxtart som först beskrevs av Jean Nadeaud, och fick sitt nu gällande namn av Francis Raymond Fosberg. Ixora mooreensis ingår i släktet Ixora och familjen måreväxter. Inga underarter finns listade i Catalogue of Life.